# 함경남도과학기술도서관
함경남도과학기술도서관(咸鏡南道科學技術圖書館)은 조선민주주의인민공화국 함경남도 함흥시에 위치한 공립 도서관이다..